# Исидора Рајковић
Исидора Рајковић (Крагујевац, 1979) српска је позоришна глумица. Стална је чланица глумачког ансамбла Књажевско-српског театра у Крагујевцу од 2002. године.

## Биографија
Рођена 10. јуна 1979. године у Крагујевцу. Дипломирала глуму на Академији уметности у Новом Саду у класи Петра Банићевића. У Српском народном позоришту у Новом Саду играла Еву у представи Казанова Д. Грега. Учествовала у поемама Уста светилишта Б. Хорвата, Кад невине душе одлазе Д. Јовановића Данилова, Избор стихова из изведених поема В. Стевановића и Гласови неба под земљом А. Б. Лаковића на Великом школском часу у Шумарицама. Остварила улоге у ТВ серијама Заборављени умови Србије и Корени, те у играном филму Зона Замфирова – други део.

## Улоге
У Књажевско-српском театру остварила следеће улоге:
- Тина (М. Настасијевић, Код Вечите славине),
- Вирџинија (Б. Брехт, Галилејев живот),
- Добрила (М. Ојданић, Живот је све што те снађе),
- Режисер и Марфињка (Л. Андрејев/А. Червински/С. Бекет, Реквијем),
- Кристина (Е. фон Хорват, Код лепог изгледа),
- Марија (Ј. С. Поповић, Лажа и паралажа),
- Љубица (Д. Поповић, Конак у Крагујевцу),
- Пени (Џ. Дјукс, П. Мид и Д. Парнел, Теза, копродукција са The Ireland Literature Exchange),
- Ана Исаковић (М. Црњански, Сеобе),
- Соја (Б. Нушић, Госпођа министарка),
- Алма (М. Флајсер, Пионири у Инголштату),
- Јеленка Хербез (Ђ. Милосављевић, Ђаво и мала госпођа),
- Агата (Н. Брадић, Ноћ у кафани Титаник),
- Доли (Р. Бин, Један човек, двојица газда),
- Ејми (Д. Ц. Џексон, Моје бивше, моји бивши),
- Врла госпођа Перела (Л. Пирандело, Човек, звер и врлина),
- Калпурнија (Х. Ли, Убити птицу ругалицу),
- Драга Машин (Г. Марковић, Зелени зраци),
- Милица (Н. Брадић, Принцип суперстар – Месечари),
- Велинка (М. Јелић, Јелисаветини љубавни јади због молера),
- Хиполита и Титанија (В. Шекспир, Сан летње ноћи),
- Оливера (Н. Савић, Опет плаче, ал’ сад од среће),
- Јуца (Ј. С. Поповић, Кир Јања),
- ---(Н. Кољада, Трезнилиште, копродукција са Установом културе „Вук Караџић“ из Београда, позориштима из Кикинде, Ужица, Лазаревца и Центра за културу из Обреновца),
- Елса (М. Камолети, Боинг Боинг, копродукција са Краљевачким позориштем),
- Девојка (ћерка/сестра/унука) (П. Михајловић, Двеста),
- Сули (Ј. Вујић, Негри)
- Јања (В.Стојановић, Воћни дан)
- Комшиница (У. Визек, Ја од јутра нисам стао)
- Весна Марковић (М. Мрачевић, Успомене на Црвену заставу)

## Награде
- Награда „Јован Милићевић“ за најбољу младу глумицу (за улогу Тине у представи Код Вечите славине) на Позоришним сусретима „Јоаким Вујић“ у Пироту 2002. године,
- Награду за глумачко остварење за улогу Доли у представи Један човек, двојица газда на Позоришним сусретима „Јоаким Вујић“ у Лазаревцу 2013. године,
- На Данима Зорана Радмиловића у Зајечару добила је „Зоранов брк“ за глумца вечери за улогу Кристине (Код лепог изгледа) 2005. године,
- Годишњу награду Књажевско-српског театра добила је за Љубицу (Конак у Крагујевцу) 2009. године и за Агату (Ноћ у кафани Титаник),
- Годишњу награду Књажевско-српског театра добила је за улогу Доли (Један човек, двојица газда) и Ејми (Моје бивше, моји бивши) 2013. године,
- Улоге у представи Клуб Нови светски поредак донеле су јој Награду за глумачко остварење на ЈоакимИнтерФесту у Крагујевцу 2009. године,
- За улогу Ејми (Моје бивше, моји бивши) награђена је на Комедија фесту у Зворнику 2013. године,
- Специјалну награду за глуму (Драга Машин у Зеленим зрацима) добила је на Фестивалу првоизведених представа у Алексинцу 2015. године,
- Улога Оливере у представи Опет плаче, ал’ сад од среће донела јој је Награду за најбољу глумицу на Међународном фестивалу нове позоришне акције НЕТА у граду Враца (Бугарска),
- Награда за улогу Оливере у представи Опет плаче, ал’ сад од среће на Фестивалу малих сцена „Ристо Шишков“ у Струмици 2017. године.[4]